# Megalobrama elongata
Megalobrama elongata är en fiskart som beskrevs av Huang och Zhang, 1986. Megalobrama elongata ingår i släktet Megalobrama och familjen karpfiskar. Inga underarter finns listade i Catalogue of Life.